# Арзуманов, Сурен Акопович
Сурен Акопович Арзуманов (14 сентября 1908, Баку — 26 сентября 1977, Москва) — советский инженер-нефтяник, машиностроитель, конструктор первых в СССР буровых установок, начальник Главного управления нефтепромыслового машиностроения; член Коллегии Министерства химического и нефтяного машиностроения СССР; лауреат Государственной (Сталинской) премии СССР (1949); Почетный нефтяник СССР (1968).

## Биография

### Ранние годы
Сурен Арзуманов родился в 1908 г. в г. Баку в рабочей армянской семье. К моменту окончания Азербайджанского политехнического института по специальности инженер-механик он уже успел приобрести производственный опыт, в период учебы работая техником на местных нефтепромыслах «Лениннефть» и «Бухта Ильича». Первые годы трудовой деятельности Сурена Арзуманова пришлись на период, когда в нефтяной промышленности Азербайджана шла настоящая революция. С каждым годом в республике увеличивалась добыча и переработка нефти. Отрасль взяла курс на внедрение в нефтяное хозяйство вращательного бурения, глубинных насосов, решала задачи по широкому использованию нефти в промышленных и бытовых целях. Широко была развёрнута работа по повышению производительности труда и рационализации производства. Одновременно стала реконструироваться машиностроительная и ремонтная база нефтяной промышленности республики. В 1931—1933 годах молодой инженер работает в системе нефтяного машиностроения и нефтепромыслового оборудования (Азербайджанский институт нефтяного машиностроения) конструктором, затем — руководителем сектора по конструированию и созданию первых советских буровых установок. С 1933 по 1942 гг. Арзуманов организовывает и налаживает производство нефтепромыслового оборудования в Баку сначала на Заводе им. лейтенанта Шмидта (начальник отдела технического контроля (ОТК), начальник механосборочного цеха завода), с 1936 года — на Азнефтекомбинате (старший инженер, главный механик).

### В годы Великой Отечественной войны
В военное время, при наступлении немецко-фашистских войск, он принимает самое активное участие в консервации нефтянных скважин Азербайджана, а затем, когда фронт благодаря стойкости защитников Сталинграда отодвинулся от Баку, способствует скорейшему возобновлению их работы.
По воспоминаниям народного комиссара нефтяной промышленности СССР Н. К. Байбакова, это задание поставил лично И. В. Сталин, который напутствовал его следующим образом:

«Вы должны немедленно вылететь на юг. Если оставите немцам хоть каплю нефти, мы вас расстреляем. Но если вы уничтожите промыслы, а немец не придет, и мы останемся без нефти, — тоже расстреляем.»
В эти годы Баку оставался главной топливной кладовой СССР. О его громадной роли в нашей победе можно судить по тому, что более 80 % горючего и смазочных материалов для фронта пришлось именно на долю Азербайджана.
В 1942 году, когда угроза захвата бакинских нефтяных промыслов миновала, С. А. Арзуманов для организации перевооружения нефтяной отрасли и развития нефтепромыслового и нефтезаводского машиностроения был направлен в Москву, в Наркомат нефтяной промышленности СССР, где с 1945 года возглавил эти участки работы.

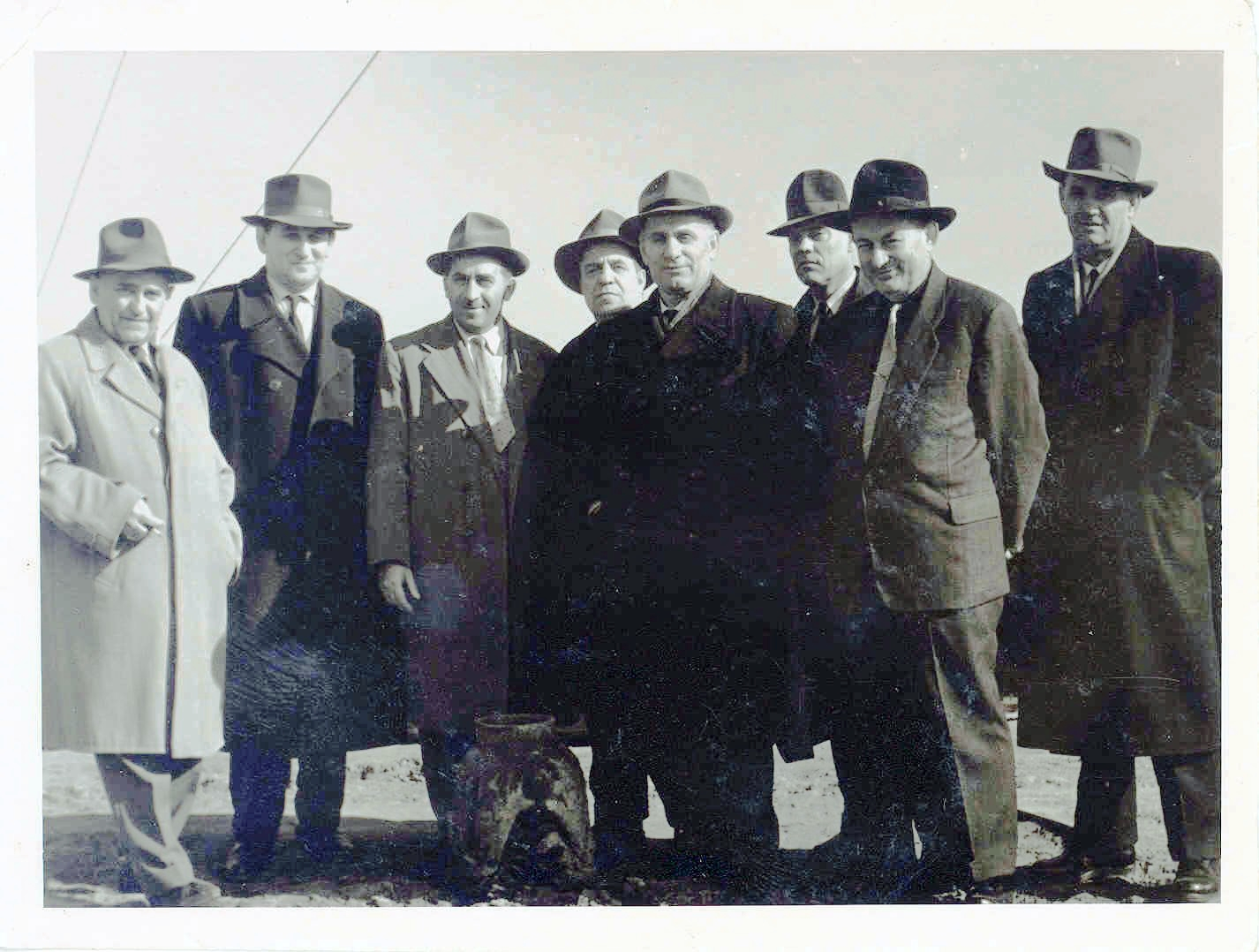
Группа руководителей нефтяной промышленности СССР, в центре — С. А. Арзуманов

### В мирное время

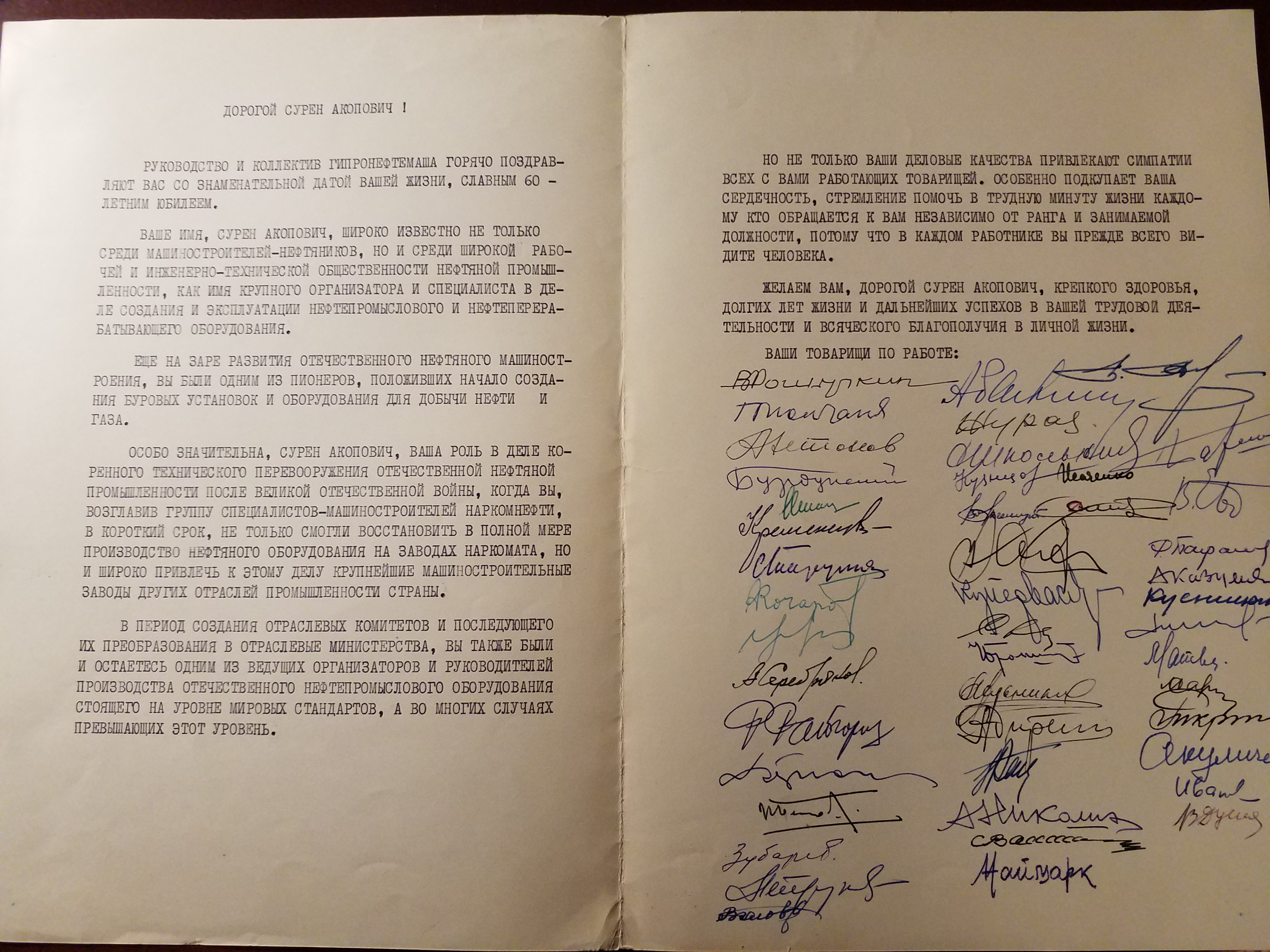
Поздравление от коллег С. А. Арзуманова в связи с 60-летним юбилеем

В 1945—1946 гг. — начальник отдела нефтяного оборудования Наркомнефти СССР, в 1946—1949 гг. — главный инженер Главнефтемаша, в 1949—1957 гг.— главный инженер, зам. начальника, затем начальник Главнефтепроммаша. В 1957 году назначен начальником подотдела химического и нефтяного машиностроения Госплана РСФСР, потом в Госкомитете при Совете Министров СССР по автоматизации и машиностроению. В 1963 году начальник Управления — член Коллегии в Госкомитете химического и нефтяного машиностроения при Госплане СССР, в 1965 году возглавил Главное управление нефтепромыслового машиностроения Министерства химического и нефтяного машиностроения СССР.
В послевоенный период Сурен Арзуманов, высококвалифицированный инженер, крупный и энергичный организатор, руководит работами по коренному техническому перевооружению нефтяной промышленности. При нем в сжатые сроки проводятся разработка и испытание образцов новой техники, организация их серийного выпуска, восстанавливается производство всего комплекса бурового и нефтепромыслового оборудования, к которому привлекаются крупнейшие машиностроительные заводы других отраслей промышленности страны. Он стал автором многих изобретений в области нефтепромыслового оборудования и машиностроения, которые до сих пор находят применение в современном оборудовании для нефтедобычи. И всегда, везде Сурен Акопович трудился с полной отдачей сил и знаний. Его заслуги знали и ценили такие известные руководители отрасли, как Н. К. Байбаков, И. К. Седин, М. А. Евсеенко, В. Д. Шашин, С. А. Оруджев, А. К. Кортунов.
О большом вкладе в развитие нефтегазового машиностроения свидетельствуют орден Ленина, два ордена Трудового Красного Знамени, орден «Знак Почета», многочисленные медали. За участие в разработке новых видов нефтяного оборудования был удостоен высоких званий лауреата Государственной премии СССР и Почетного нефтяника СССР.

### Воспоминания
По воспоминаниям ветеранов отрасли, Сурен Акопович обладал удивительной работоспособностью, целеустремленностью, решительностью, талантом организовывать руководимые им коллективы предприятий и направлять инициативу людей на решение самых важных, неотложных задач. Его большим достоинством было умение обеспечивать тесное сотрудничество нефтяников с представителями машиностроительных отраслей. Высоко ценили современники и его личные качества. Человек строгих правил, великолепный семьянин, он был чрезвычайно доброжелателен к окружающим. Среди друзей и коллег всегда находился в центре внимания, ценил и понимал юмор, сам любил пошутить, своим безграничным обаянием буквально притягивал к себе людей.

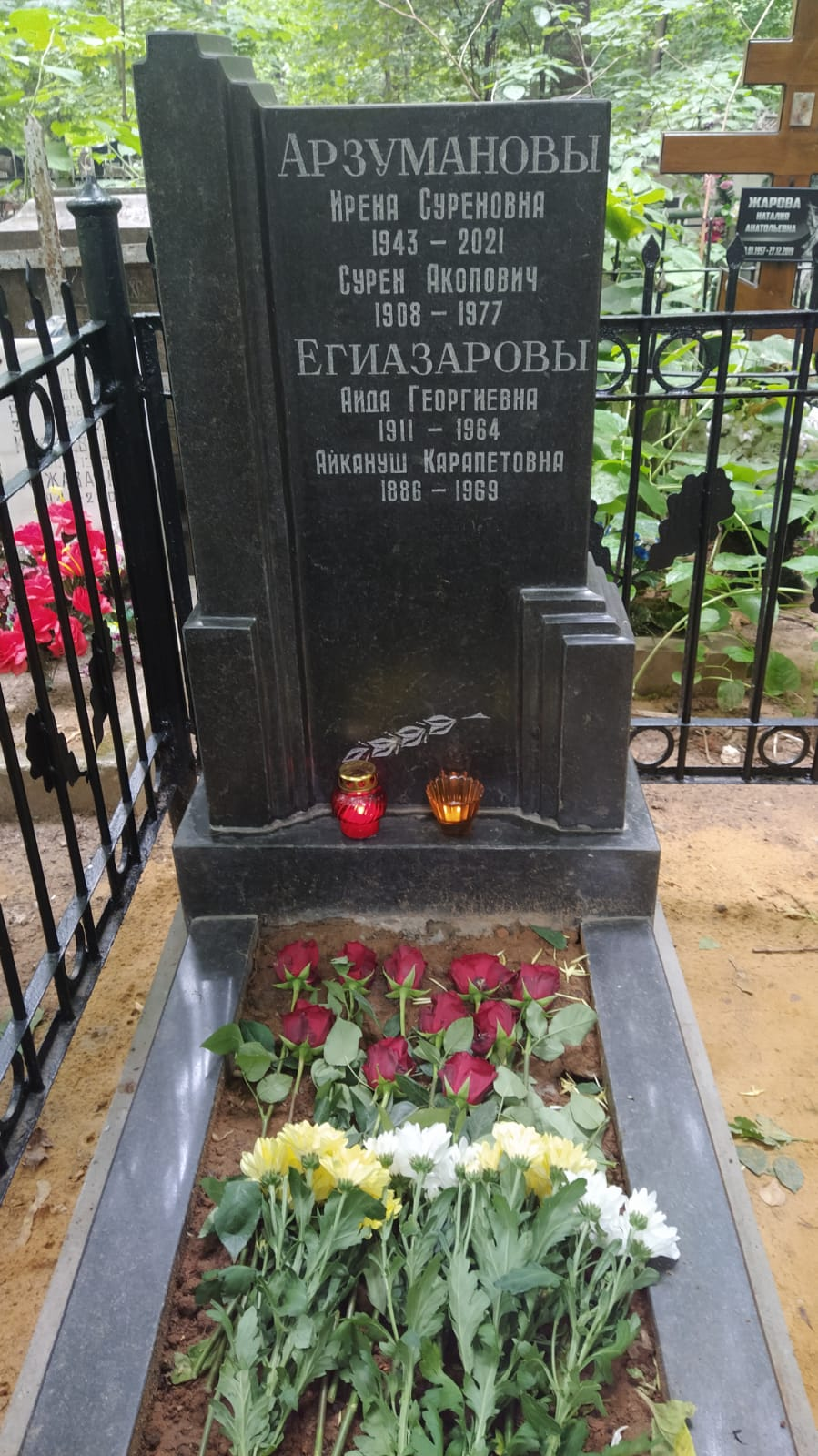
Памятник семьи С. А. Арзуманова на Пятницком кладбище (Москва)

### Память
Сурен Акопович Арзуманов умер в Москве в 1977 году, но дело его живет — и не только в созданных им машинах. Его продолжили дочь и внук, выпускники Московского института нефти и газа им. И. М. Губкина.
Дочь Арзуманова Ирена Суреновна всю трудовую жизнь проработала в нефтегазовой промышленности (ВНИИнефтемаш, ВНИПИАСУгазпром — ВНПО «Союзгазавтоматика» Мингазпрома СССР). Она — ветеран труда, автор ряда изобретений, имеет отраслевые награды и благодарности.
Посвятил себя нефтяному делу и внук Норайр Арзуманов, как и дед, по специальности инженер-механик. В 1991 году после службы в Советской Армии и окончания института по распределению был направлен во ВНИИБТ, где занимался разработкой и испытаниями перспективных видов буровой техники на месторождениях Западной Сибири, затем продолжил работу в системе РАО «Газпром».

## Семья
Отец Арзуманов Акоп Моисеевич (1880—1951, похоронен в Баку). Работал токарем—механиком в Баку на Заводе им. лейтенанта Шмидта. Позже был заведующим газовым цехом треста «Лениннефть». В 1932 году за заслуги перед нефтяной промышленностью республики награжден званием Герой труда Азербайджанской ССР.
Мать Арзуманова Надежда Бабаевна (1888—1965, похоронена в Баку).
Жена Егиазарова Аида Георгиевна, музыкальный педагог—аккомпаниатор (1911—1964, похоронена в Москве). Старшая сестра народного артиста РСФСР кинорежиссера Егиазарова Г. Г.

Егиазарова Айкануш Карапетовна (1886—1969, похоронена в Москве). Мать Аиды и Гаврии́ла Егиазаровых.

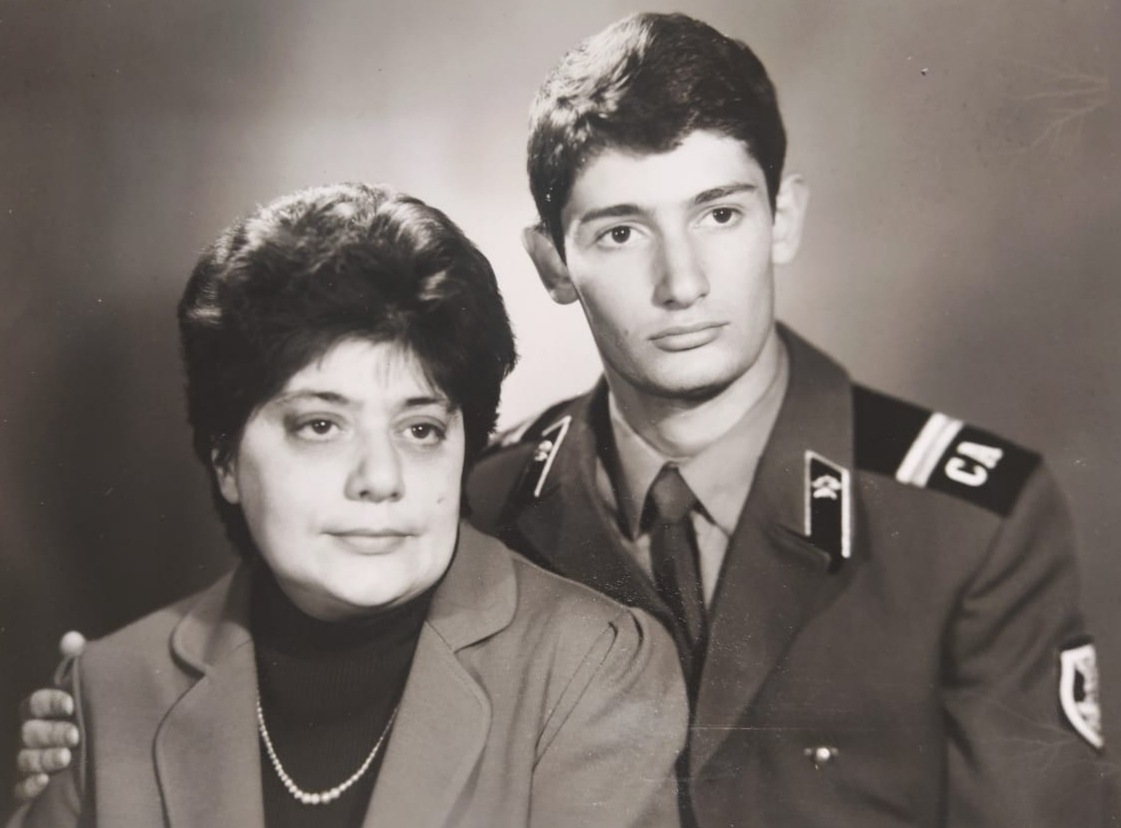
Ирена и Норайр Арзумановы (1988 год)

Дочь Арзуманова Ирена Суреновна (1943—2021, похоронена в Москве).
Внук Арзуманов Норайр Ромуальдович (р. 1967). Почетный работник ПАО «Газпром».